# Colobothea naevigera
Colobothea naevigera är en skalbaggsart som beskrevs av Bates 1865. Colobothea naevigera ingår i släktet Colobothea och familjen långhorningar. Inga underarter finns listade i Catalogue of Life.